# Christian Walter (Musiker)
Christian Walter (* 1962 in Oldenburg) ist ein deutscher Fagottist, Blockflötist und Drehleierspieler.

## Leben und Wirken
Walter studierte zunächst Blockflöte an der Hochschule für Musik in Hamburg. Es folgten Studien am Konservatorium in Den Haag und an der Akademie für Alte Musik in Bremen im Fach Historische Fagottistrumente bei Michael McCraw und Donna Agrell. 
Regelmäßig beteiligt er sich als Solist auch an neuen musikalischen Spielformen und an Opernbearbeitungen. Er ist Solist in einer Bearbeitung von Mozarts Die Zauberflöte in einer Fassung für zwei Musiker und einen Erzähler. Außerdem gastierte er als Solist mit dem KOBALT Figurentheater Lübeck in einer Bearbeitung der Oper Der Barbier von Sevilla von Gioacchino Rossini. Diese Projekte realisiert er meist gemeinsam mit dem von ihm und Adrian Rovatkay im Jahr 1999 gegründeten Fagott-Duo satyros.
Seit 2010 widmet er sich dem Studium der barocken Drehleier, der Vielle bei Matthias Loibner. Mit diesem Instrument zeigt er sich als Improvisator und Theatermusiker, wie beispielsweise in der Commedia dell’arte Produktion mit dem Regisseur David Zubuchen. Als Gast arbeitet er bei verschiedenen Projekten u. a. folgender Ensembles und Orchester mit: Musica Fiata, Cantus Cölln, Aperto, Main-Barockorchester.
Seit 1993 lebt Walter in Berlin. Er ist fester Fagottist des Orchesters L´arco (Hannover). 

## Diskografie
- satyros: Die Flötenduette von Wilhelm Friedemann Bach. Christian Walter, Adrian Rovatkay (Fagott).[5]
- Johann Melchior Molter: Sonata grossa orchestral works. Main-Barockorchester.[6]
- Johann Sebastian Bach: H-moll Messe. Cantus Cölln[7]
- Heinrich Schütz: Symphoniae Sacrae III. Cantus Cölln.[8]
- Johann Sebastian Bach: Kantaten BWV: 61 63, 248/1. Knabenchor Hannover, L´arco. DVD/Blu-ray vom Adventskonzert 2012: Christmas with Johann Sebastian Bach. Rondeau
- Georg Friedrich Händel: Messiah, Oratorium für Soli, Chor und Orchester HWV 56. Knabenchor Hannover, L´arco. Ars Musici, 2003.
- Johann Sebastian Bach: Festmusiken für das kurfürstlich-sächsische Haus. Kantaten BWV 213 u. 214. Knabenchor Hannover, L´arco. Ars Musici, 2000.
- Franz Schubert: Messe As-Dur, D 678 / Magnificat C-Dur, D 486. Knabenchor Hannover, L´arco. Ars Musici 1997.
- Johann Sebastian und der Bückeburger Bach: Wachet auf, ruft uns die Stimme. Knabenchor Hannover, L´arco. Thorofon. 1995.
- Georg Friedrich Händel: Israel in Egypt. Vocalensemble Rastatt, Les Favorites. Carus, 2008.
- Antonio Vivaldi: Dixit Dominus. Körnerscher Sing-Verein, Dresdner Instrumental-Concert. 2006.[9]
- Johann Philipp Förtsch: Sacred Concertos. Musica Fiata. CPO, 2008.[10]
- Samuel Scheidt: Ludi Musici I–IV. Musica Fiata. CPO.[11]
- Johann Hermann Schein: Psalmen Davids. Musica Fiata. Pure Classics Glissando 779 006-2[12]
- Georg Philipp Telemann, Pachelbel, Buttstett: Das ist meine Freude. Sopran-Kantaten. Maria Jonas, Chursächsische Capella Leipzig. cpo, 2003.
- Georg Philipp Telemann: Komm Geist des Herrn. Späte Kantaten. Telemannisches Collegium Michaelstein, Ludger Rémy. cpo, 2006.
- Georg Philipp Telemann: Der Messias, Concerti. Telemannisches Collegium Michaelstein, Ludger Rémy. cpo, 2003.
- Georg Philipp Telemann: Kapitänsmusik 1724 „Freuet euch des Herrn“. Telemannisches Collegium Michaelstein, Ludger Rémy. cpo, 2008.
- Gottfried Heinrich Stölzel: Seid willkommen, schöne Stunden. Two Serenatas. Telemannisches Collegium Michaelstein, Ludger Rémy. cpo, 2007.
- Gottfried Heinrich Stölzel: Cantatas for Pentecost. Telemannisches Collegium Michaelstein, Ludger Rémy. cpo, 2004.
- Heinrich Schütz: Symphoniae Sacrae I. Musica Fiata. Sony music, 2010.[13]